# 河合滋
河合 滋（かわい しげる、1922年（大正11年）7月28日 - 2006年（平成18年）8月20日）は、日本の実業家、河合楽器製作所二代目社長・会長であった。静岡県浜名郡舞阪町（現在の浜松市）出身。同社創業者の河合小市は岳父、同社三代目社長の河合弘隆は実子である。

## 人物
カワイアメリカコーポレーション・カワイヨーロッパ各社長、河合楽器サービスセンター・テスコ・カワイ精密金属・カワイオーストラリア・全日本社会人体操競技連盟・浜松市体育協会・浜名湾遊泳協会・日本フーゴーヴォルフ協会・カワイ音楽振興会・東京吹奏楽団各会長、浜名湖観光開発副社長、浜松商工会議所会頭、経済団体連合会・発明協会各評議員、日本体操協会顧問、中部経済連合会副会長、ローカル技術開発協会理事長、日本ショパン協会名誉会長などを歴任した。
カワイ製グランドピアノの最高級シリーズである「Shigeru Kawai」ブランドは氏の名前に由来する。河合楽器製作所は、河合滋を記念する「Shigeru Kawai 国際ピアノコンクール」を2017年から毎年開催している。

## 略歴
- 1922年（大正11年） - 静岡県舞阪町の江間仙吉の五男として生まれる。
- 旧制浜松中学校（現・静岡県立浜松北高等学校）44期生[1][2]。
- 1944年（昭和19年） - 陸軍士官学校卒業。
- 1946年（昭和21年） - 河合小市の次女・まさ子との結婚により河合家に婿入り。河合楽器製作所入社。
- 1951年（昭和26年） - 同社代表取締役就任。
- 1952年（昭和27年） - 同社代表取締役専務就任。
- 1965年（昭和30年） - 同社代表取締役社長就任。
- 1984年（昭和59年） - 藍綬褒章受章。
- 1987年（昭和62年） - 同社代表取締役会長就任、社長職と兼務する。
- 2006年（平成18年）8月20日 - 心不全のため、浜松市の病院で死去、84歳。